# Ледовый класс
Ледовый класс — один из параметров судна, показывающий его способность находиться в море в зависимости от тяжести ледовых условий. В различных странах существуют свои морские классификационные общества с различными системами ледовых классов, но везде они показывают соответствие судна определённым конструктивным параметрам, принятым в данном классификационном обществе своей страны.

## Россия

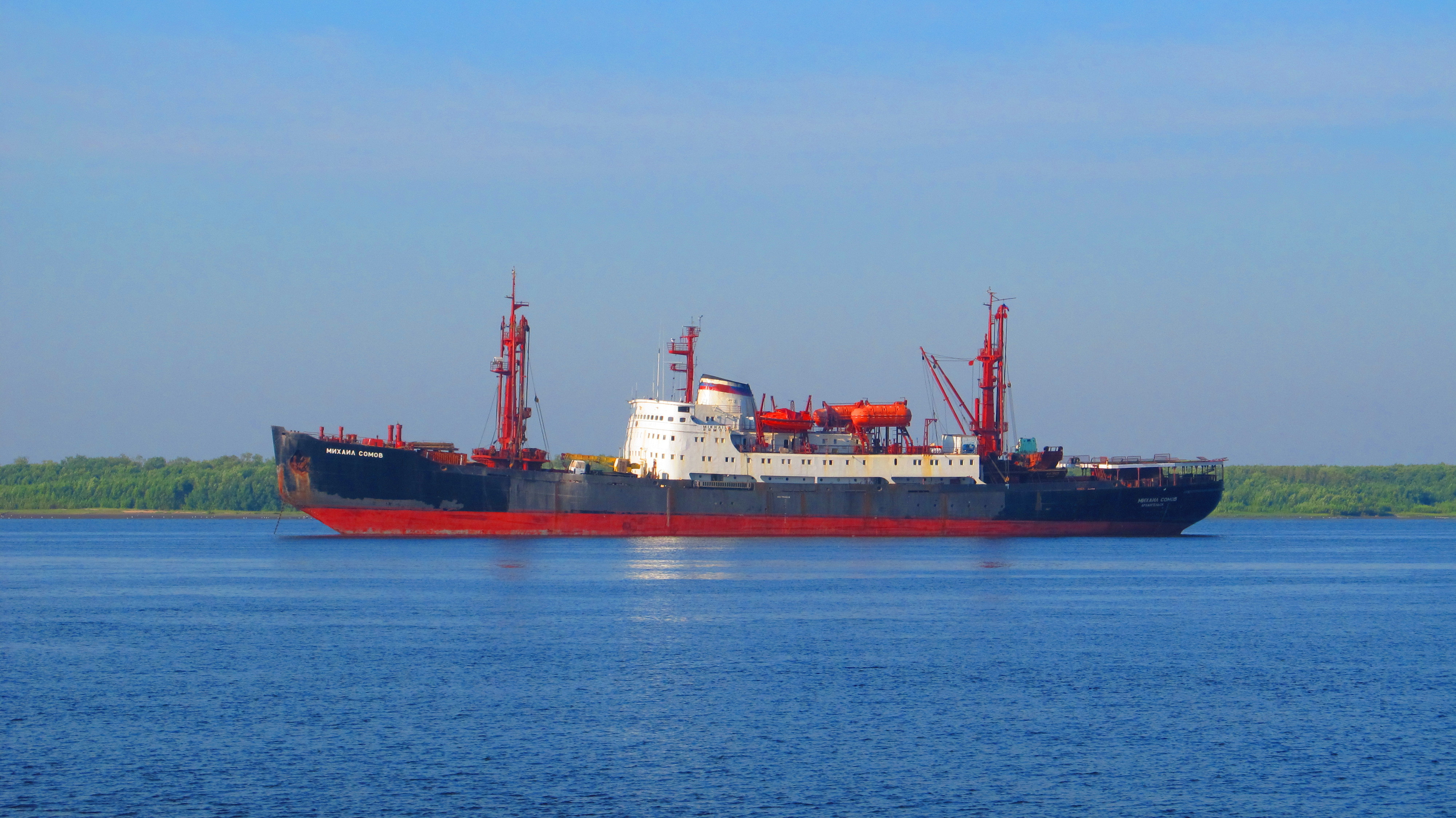
Судно «Михаил Сомов» — класс УЛА.

В 1970-е годы суда с ледовыми усилениями разделялись в СССР на следующие классы (подобное деление существовало до 1999 года):
- Л4 — самостоятельное эпизодическое плавание в мелкобитом разреженном льду неарктических морей.
- Л3 — самостоятельное плавание в мелкобитом разреженном льду неарктических морей.
- Л2 — самостоятельное плавание в мелкобитом разреженном льду неарктических морей.
- Л1 — самостоятельное плавание в разряженных битых арктических льдах в летнюю навигацию и круглогодичное в лёгких ледовых условиях в замерзающих неарктических морях.
- УЛ — самостоятельное плавание в лёгких ледовых условиях в летне-осеннюю навигацию в Арктике и круглогодично в замерзающих неарктических морях.
- УЛА — самостоятельное плавание в летне-осенний период навигации во всех районах Мирового океана.

С 1999 года в Российском морском регистре судоходства (РС) имеется девять ледовых классов (в скобках указано название классов действовавшее с 1999 по 2007 год):
- Ice1 (ЛУ1) — самостоятельное эпизодическое плавание в мелкобитом разреженном льду неарктических морей и в сплошном льду в канале за ледоколом при толщине льда до 0,4 м.
- Ice2 (ЛУ2) — самостоятельное плавание в мелкобитом разреженном льду неарктических морей и в сплошном льду за ледоколом при толщине льда до 0,55 м.
- Ice3 (ЛУ3) — самостоятельное плавание в мелкобитом разреженном льду неарктических морей и в сплошном льду за ледоколом при толщине льда до 0,7 м.
- Arc4 (ЛУ4) — самостоятельное плавание в разрежённых однолетних арктических льдах при их толщине до 0,6 м в зимнее-весеннюю навигацию и до 0,8 м в летнее-осеннюю. Плавание в канале за ледоколом в однолетних арктических льдах толщиной до 0,7 м в зимнее-весеннюю и до 1,0 м в летнее-осеннюю навигацию.
- Arc5 (ЛУ5) — самостоятельное плавание в разрежённых однолетних арктических льдах при их толщине до 0,8 м в зимнее-весеннюю навигацию и до 1,0 м в летнее-осеннюю. Плавание в канале за ледоколом в однолетних арктических льдах толщиной до 0,9 м в зимнее-весеннюю и до 1,2 м в летнее-осеннюю навигацию.
- Arc6 (ЛУ6) — самостоятельное плавание в разрежённых однолетних арктических льдах при их толщине до 1,1 м в зимнее-весеннюю навигацию и до 1,3 м в летнее-осеннюю. Плавание в канале за ледоколом в однолетних арктических льдах толщиной до 1,2 м в зимнее-весеннюю и до 1,7 м в летнее-осеннюю навигацию.
- Arc7 (ЛУ7) — самостоятельное плавание в сплочённых однолетних арктических льдах при их толщине до 1,4 м в зимнее-весеннюю навигацию и до 1,7 м в летнее-осеннюю при эпизодическом преодолении ледяных перемычек набегами. Плавание в канале за ледоколом в однолетних арктических льдах толщиной до 2,0 м в зимнее-весеннюю и до 3,2 м в летнее-осеннюю навигацию.
- Arc8 (ЛУ8) — самостоятельное плавание в сплочённых однолетних и двухлетних арктических льдах при их толщине до 2,1 м в зимнее-весеннюю навигацию и до 3,1 м в летнее-осеннюю. Преодоление ледовых перемычек работой набегами. Плавание в канале за ледоколом в двухлетних арктических льдах толщиной до 3,4 м в зимнее-весеннюю и без ограничений в многолетних льдах в летнее-осеннюю навигацию.
- Arc9 (ЛУ9) — самостоятельное плавание в сплочённых многолетних арктических льдах толщиной до 3,5 м в зимнее-весеннюю навигацию и до 4,0 м в летнее-осеннюю. Эпизодическое преодоление участков однолетних и двухлетних сплошных льдов работой набегами.

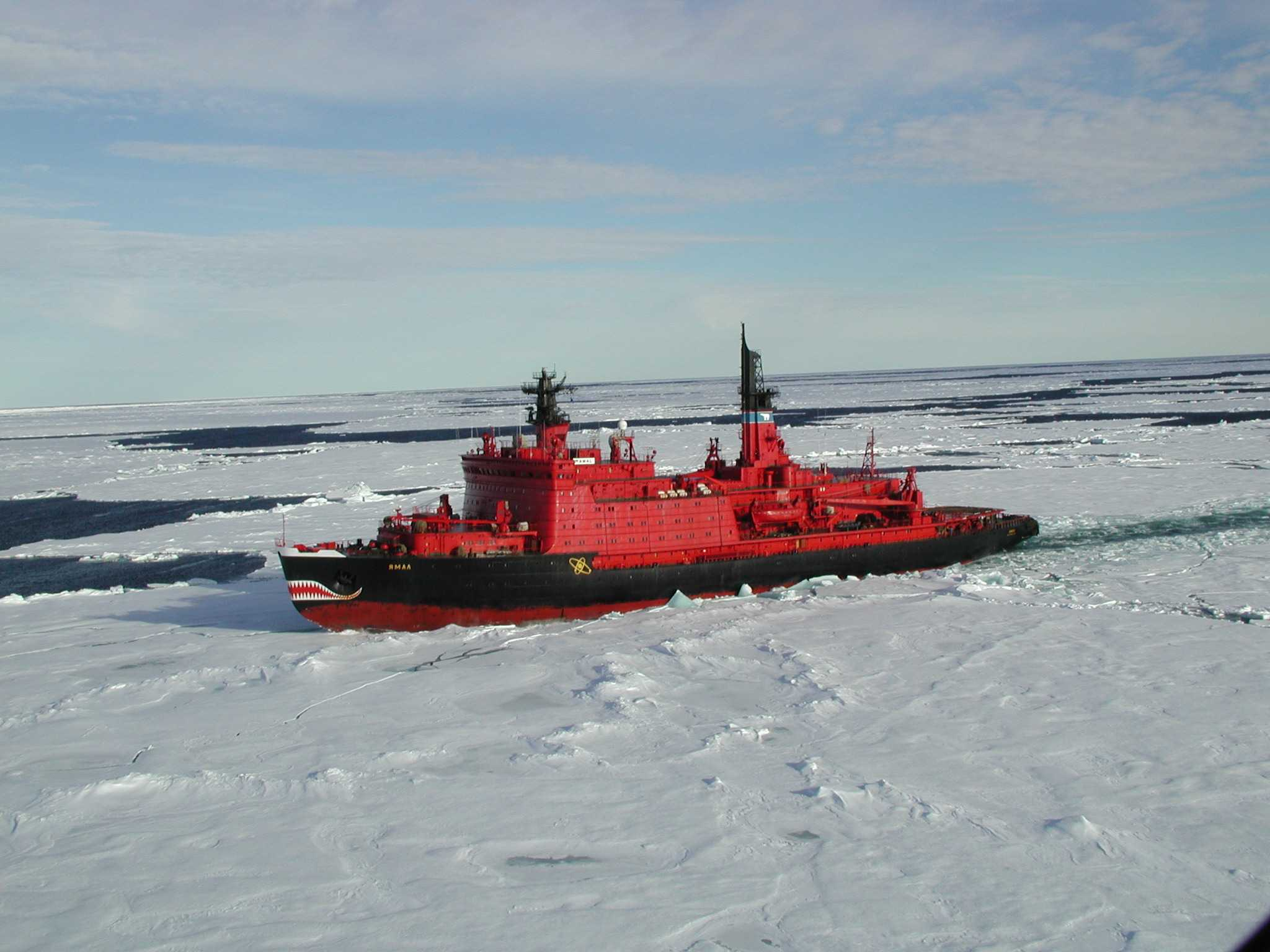
Атомный ледокол «Ямал» — класс Icebreaker9.

С 1981 года в Регистре СССР ледоколы были выделены из классификации судов с ледовыми усилениями в отдельную группу. Определения классов ледоколов по 2020-е годы остались практически неизменными, менялось лишь их название (в скобках указаны первоначальное наименование ледового класса ледокола и через дробь вариант существовавший с 1999 по 2007 год):
- Icebreaker6 (ЛЛ4/ЛЛ6) — выполнение ледокольных операций в неарктических морях при толщине льда до 1,5 м. Способен непрерывно продвигаться в сплошном льду толщиной до 1,0 м.
- Icebreaker7 (ЛЛ3/ЛЛ7) — выполнение ледокольных работ в арктических морях при толщине льда до 2,0 м в зимнее-весеннюю и до 2,5 м в летне-осеннюю навигацию. Способен непрерывно продвигаться в сплошном льду толщиной до 1,5 м. Мощность на валах не менее 11 МВт.
- Icebreaker8 (ЛЛ2/ЛЛ8) — выполнение ледокольных работ в арктических морях при толщине льда до 3,0 м в зимнее-весеннюю и без ограничений в летне-осеннюю навигацию. Способен непрерывно продвигаться в сплошном льду толщиной до 2,0 м. Мощность на валах не менее 22 МВт.
- Icebreaker9 (ЛЛ1/ЛЛ9) — выполнение ледокольных операций в арктических морях при толщине льда до 4,0 м в зимнее-весеннюю и без ограничений в летне-осеннюю навигацию. Способен непрерывно продвигаться в сплошном льду толщиной до 2,5 м. Мощность на валах не менее 48 МВт.

## Швеция, Финляндия

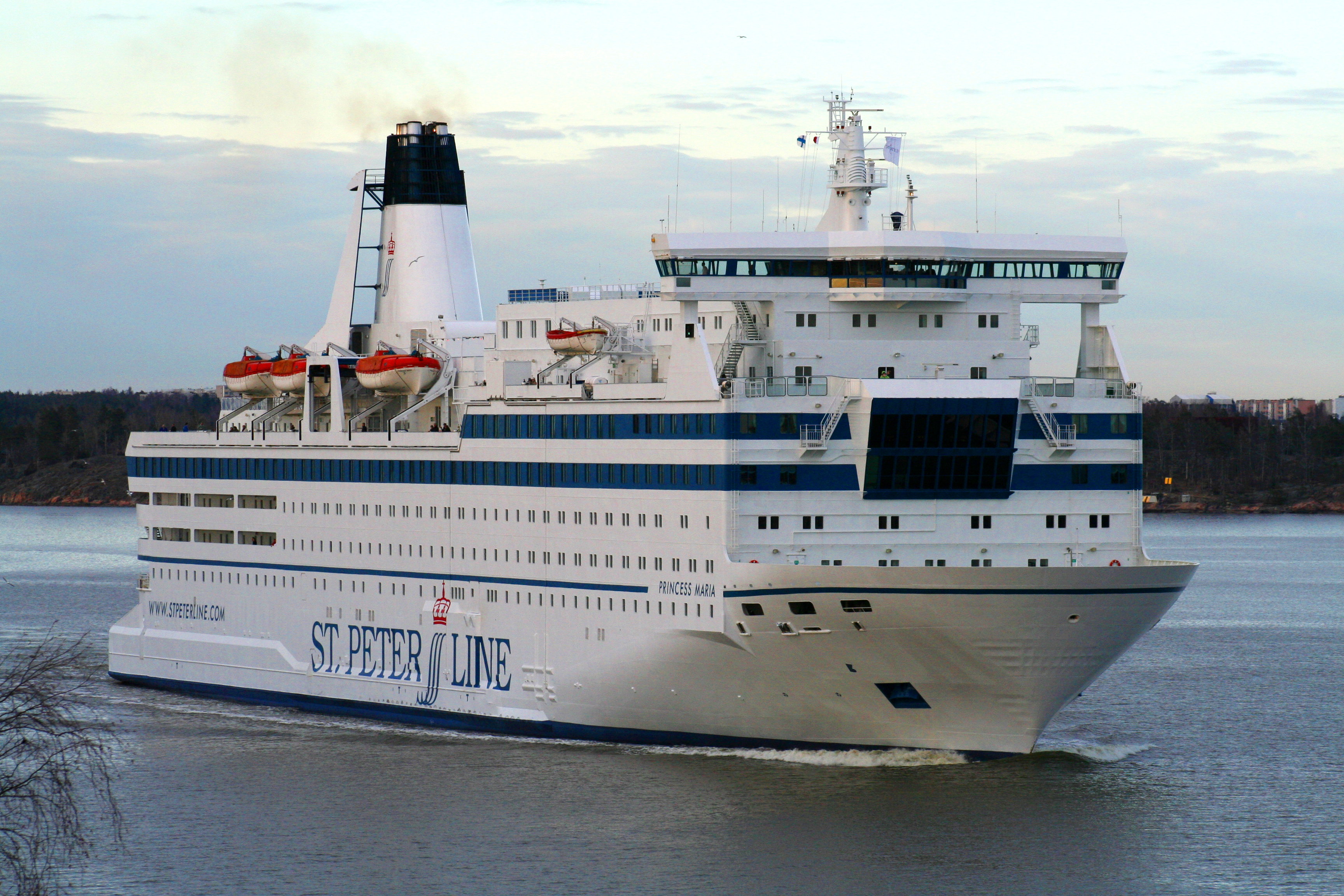
Паром «Принцесса Мария» (бывшая «Финляндия») — класс IA Super.

В Швеции и Финляндии действует единая система классификации:
- IA Super — нахождение в море при толщине льда до 1,0 м, движение в канале за ледоколом со скоростью не менее 5 узлов при толщине льда до 1,0 м.
- IA — нахождение в море при толщине льда до 0,8 м, движение в канале за ледоколом со скоростью не менее 5 узлов при толщине льда до 1,0 м.
- IB — нахождение в море при толщине льда до 0,6 м, движение в канале за ледоколом со скоростью не менее 5 узлов при толщине льда до 0,8 м.
- IC — нахождение в море при толщине льда до 0,4 м, движение в канале за ледоколом со скоростью не менее 5 узлов при толщине льда до 0,6 м.
- II — суда со стальным корпусом без специальных ледовых усилений, но способные находиться в море в особо лёгких ледовых условиях.

## Международная организация классификационных обществ
В августе 2006 года Международная ассоциация классификационных обществ (МАКО) выпустила унифицированные требования (УТ) с данными определениями полярных классов:
- PC1 — круглогодичная эксплуатация в полярных водах без ограничений.
- PC2 — круглогодичная эксплуатация в многолетних льдах умеренной толщины.
- PC3 — круглогодичная работа в двухлетних льдах с включениями многолетних льдов.
- PC4 — круглогодичная работа в однолетних льдах значительной толщины с включениями многолетнего льда.
- PC5 — круглогодичная эксплуатация в однолетних льдах умеренной толщины с включениями многолетнего льда.
- PC6 — эксплуатация в однолетних льдах умеренной толщины с включениями многолетнего льда в период летнее-осенней навигации.
- PC7 — работа в однолетних льдах небольшой толщины с включениями многолетнего льда в период летнее-осенней навигации.